# Południowa Grupa Wojsk
Południowa Grupa Wojsk (PdGW, ros. Южная группа войск, ЮГВ) – nazwa dwóch związków operacyjnych Armii Radzieckiej w Europie Środkowej w czasie zimnej wojny: w latach 1945–1947 w Bułgarii i w Rumunii, a następnie w latach 1957–1992 na Węgrzech.

## Pierwsza PdGW (1945–1947)
Pierwsza PdGW została sformowana 15 czerwca 1945 mocą rozkazu Naczelnego Dowództwa Armii Radzieckiej z 29 maja 1945 z jednostek 3. Frontu Ukraińskiego znajdujących się w Królestwie Rumunii i w Carstwie Bułgarii. W jej skład weszły 26. Armia i 37. Armia (przemianowana później na 10. Armię Zmechanizowaną).
Została rozformowana po zawarciu pokoju paryskiego z Ludową Republiką Bułgarii i Królestwem Rumunii w 1947; jednocześnie rozformowano 26. Armię. Jednostki stacjonujące w Bułgarii zostały wycofane do Karpackiego Okręgu Wojskowego w ZSRR. Jednostki stacjonujące w Rumunii pozostały w tym kraju na mocy nieformalnych porozumień między rządami Rumunii i ZSRR.
Dowódcy pierwszej PdGW:
- 1945-47 marszałek Fiodor Tołbuchin
- 1947 gen. płk Wiaczesław Cwietajew

## Druga PdGW (1957–1992)
W ramach Korpusu Specjalnego od 1955 na Węgrzech stacjonowały dwie gwardyjskie dywizje zmotoryzowane, dwie dywizje lotnicze oraz jednostki tyłowe i pomocnicze. Po wybuchu powstania na Węgrzech w 1956 w celu jego stłumienia 24 października 1956 ZSRR wprowadził na Węgry jedną gwardyjską dywizję zmechanizowaną z zachodniej Rumunii oraz z Karpackiego Okręgu Wojskowego jedną gwardyjską dywizję zmechanizowaną i jedną gwardyjską dywizję piechoty. Siły radzieckie na Węgrzech osiągnęły 31,5 tys. żołnierzy.
Po stłumieniu powstania i odzyskaniu władzy na Węgrzech przez partię komunistyczną Węgierska Republika Ludowa i ZSRR zawarły 28 maja 1957 roku porozumienie o stacjonowaniu wojsk radzieckich na Węgrzech jako Południowej Grupy Wojsk Armii Radzieckiej. Siły te liczyły początkowo dwie gwardyjskie dywizje zmechanizowane i dwie gwardyjskie dywizje pancerne. Po zmianach nazw i numeracji w 1957 i 1965, według stanu na koniec lat 80. XX wieku w skład PdGW wchodziły:
- 13 Połtawska Gwardyjska Dywizja Pancerna ze sztabem w Veszprémie,
- 19 Mikołajowsko-Budapeszteńska Gwardyjska Dywizja Pancerna ze sztabem w Ostrzyhomiu,
- 93 Charkowska Gwardyjska Dywizja Zmechanizowana ze sztabem w Kecskemét,
- 254 Czerkaska Gwardyjska Dywizja Zmechanizowana ze sztabem w Székesfehérvár.
- 36 Armia Powietrzna ze sztabem w Budapeszcie

oraz samodzielne mniejsze jednostki, w tym dwie brygady rakiet operacyjno-taktycznych.
Wojska Grupy liczyły 120–150 tys. żołnierzy. Do 1984 PdGW tworzyła 2 Front Zachodni na teatrze działań wojennych (1 Front Zachodni tworzył Grupę Wojsk Radzieckich w Niemczech). W skład 2 Frontu wchodziły także Centralna Grupa Wojsk i część wojsk Karpackiego Okręgu Wojskowego z Ukraińskiej SRR (do 1984). Zadaniem 2 Frontu Zachodniego było prowadzenie operacji zaczepnej w południowej części Niemiec i dalej na Włochy.
Pierwszą dywizję ze składu PdGW wycofano do ZSRR w 1988. Planowe wycofanie wojsk z terytorium Węgier rozpoczęło się w maju 1989. Pierwsza opuściła Węgry 13 Dywizja Pancerna i szkolny pułk czołgów, które zostały rozformowane. 19 Dywizja Pancerna została wycofana do Białoruskiego Okręgu Wojskowego, a 254 Dywizja Zmechanizowana – do Kijowskiego Okręgu Wojskowego. PdGW została formalnie rozwiązana 16 czerwca 1991, a ostatni żołnierz Federacji Rosyjskiej opuścił terytorium Węgier w 1992.
Dowódcy drugiej PdGW:
- 1956–60 gen. płk Michaił Kazakow;
- 1960–61 gen. płk. Matwiej Nikitin;
- 1961–62 gen. armii Paweł Batow;
- 1962–69 gen. płk Konstantin Prowałow;
- 1969–75 gen. płk Boris Iwanow;
- 1975-79 gen. płk Fiedot Kriwda;
- 1979-82 gen. płk Włodzimierz Siwienok;
- 1982–85 gen. płk Konstantin Koczetow;
- 1985–88 gen. płk Aleksiej Demidow;
- 1988–90 gen. płk Matwiej Burłakow;
- 1990–92 gen. por. Wiktor Szyłow.